# تپه گرد گوران ۲ (شماره ثبت ۱۶۸۷۳)
تپه گرد گوران ۲ مربوط به هزاره اول (پیش از میلاد) - دوره اسلامی قرن ۶ تا ۸ ه.ق است و در شهرستان پیرانشهر، بخش مرکزی، دهستان لاهیجان، روستای گردگوران واقع شده است. این اثر در تاریخ ۳۰ دی ۱۳۸۵ با شمارهٔ ثبت ۱۶۸۷۳ به عنوان یکی از آثار ملی ایران به ثبت رسیده است.